# Noordwolde (Groningen)
Noordwolde (groningsk: Noordwòl) er en landsby i kommunen Bedum i provinsen Groningen i Nederlandene. I 2008 havde landsbyen 140 indbyggere, med yderligere 140 i de spredte huse omkring landsbyen.
Noordwolde er navngivet således, fordi den ligger lige nord (1½ km) for Zuidwolde. Betegnelsen wolde stammer fra navnet for et område, som også kan findes i Wolddijk.
Noordwolde Kirke har et løgformet spir (siepel på groningsk), det eneste i denne nederlandske provins.
Landsbyen ligger på den gamle, oprindelige vej fra Groningen til Bedum. I landsbyen ligger en kilometer lang kirkesti, der fører til Plattenburg, et par huse ved Boterdiep (groningsk: Botterdaip).

## Galleri
- Noordwolde kirken
- Plattenburgervoetpad med i baggrunden kirkens tårnspir
- Nieuwstraat

53°16′19″N 6°35′17″Ø / 53.272°N 6.588°Ø